# Plum Springs (Kentucky)
Pour les articles homonymes, voir Plum Springs.
Plum Springs est une ville américaine située dans le comté de Warren, dans le Kentucky. Selon le recensement de 2020, sa population est de 497 habitants.